# Бренне, Ранди
Ра́нди Бренне́ (норв. Randi Brænne; 26 мая 1911, Кристиания — 1 июня 2004, Осло) — норвежская актриса театра и кино. 

## Биография

### Карьера
Родилась в Кристиании (ныне Осло). В 1934 году, дебютировала на сцене театра Дет-Най. Она также выступала на сцене театра Национальная сцена, Трёнделаг, Центральный. С 1964 по 1982 год играла в Передвижном театре. Кроме этого, она активно снималась в кино в таких фильмах как «Найденный мальчик», «Сюнневе Сульбаккен» и других.

### Личная жизнь
Мать — Бодиль Винг. Отец — Зигмунд Бренне.
Первый муж — Фритьоф Фирнли (1896—1971) — актёр.
Второй муж — Франк Роберт (1918—2007) — актёр.
Сестра — Берит Бренне — актриса и певица.

## Фильмография
| Год  |   | Русское название       | Оригинальное название     | Роль                          |
| ---- | - | ---------------------- | ------------------------- | ----------------------------- |
| 1932 | ф | Найденный мальчик      | Fantegutten               | Сьюрс Рагнхильд               |
| 1933 | ф | Мы идём темной дорогой | Vi som går kjøkkenveien   | Хельга (дочь Бредерса)        |
| 1934 | ф | Сюнневе Сульбаккен     | Synnöve Solbakken         | Сюнневе (версия)              |
| 1935 | ф | Ты обещал мне жену!    | Du har lovet mig en kone! | Ингрид                        |
| 1949 | ф | Бегство девчонки       | Ung flukt                 | мать Андерса                  |
| 1956 | ф | Золотая молодёжь       | Gylne ungdom              | Дагни Польден                 |
| 1961 | ф | Автобус                | Bussen                    | неизвестно                    |
| 1961 | ф | Глаз да Глаз           | Et øye på hver finger     | Дама                          |
| 1996 | с | Загадка Гнута Гамсена  | Gåten Knut Hamsun         | Дама в художественной галереи |
| 1973 | ф | Робин Гуд              | Robin Hood                | Крыса в церкви (озвучка)      |